# Vasomotilidad
La sangre fluye por los capilares hacia venas microscópicas llamadas vénulas, que llevan la sangre hacia venas de calibre progresivamente mayor que finalmente devuelven la sangre al corazón. EL flujo de sangre en los mamíferos nunca es continuo a través de los capilares, sino que ocurre de manera intermitente apareciendo y desapareciendo cada pocos segundos o minutos. La causa de esta intermitencia es el fenómeno conocido como vasomotilidad, que no es más que la contracción intermitente de las metaarteriolas y esfínteres precapilares (y, a veces, incluso también de las arteriolas muy pequeñas).

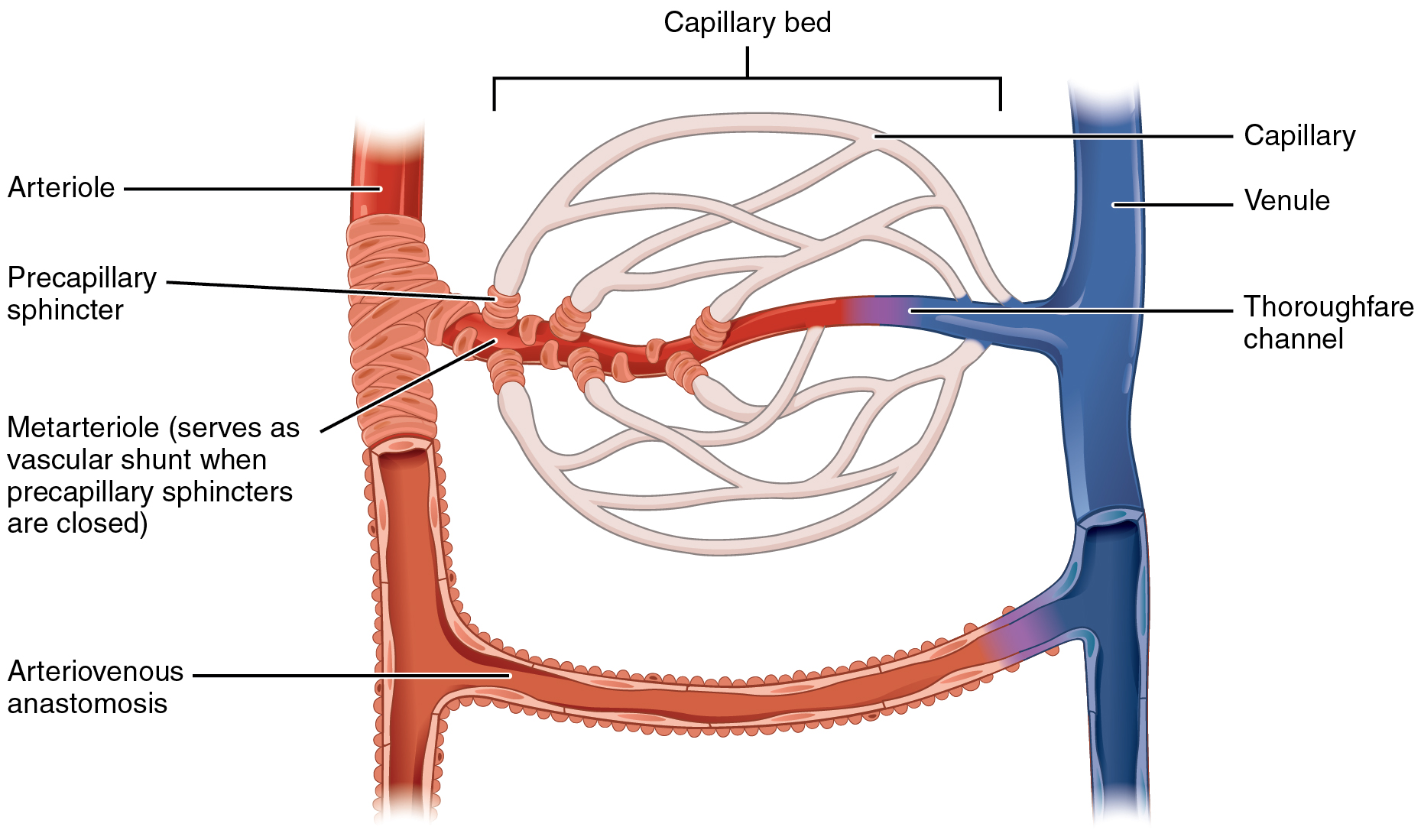
Ilustración de un sistema capilar con esfínteres precapilares.

 Sin embargo, este flujo intermitente desde el corazón se convierte en flujo continuo a través de los capilares, porque las arterias son elásticas.
El factor más importante encontrado hasta la fecha que afecta al grado de apertura y cierre de las metaarteriolas y de los esfínteres precapilares es la cantidad de oxígeno concentrado en los tejidos. Cuando la velocidad de utilización del oxígeno por el tejido es mayor, de forma que la concentración de oxígeno tisular disminuye por debajo de lo normal, se activan los períodos intermitentes del flujo sanguíneo capilar más a menudo y la duración de cada período del flujo es mayor, con lo que se permite que la sangre capilar transporte mayores cantidades de oxígeno (y de otros nutrientes) hacia los tejidos. La vasomotilidad, junto con otros factores, controla el flujo de la sagre en los tejidos locales, incluyendo los de la microcirculación.
A pesar de que el flujo sanguíneo a través de cada capilar es intermitente, hay tantos capilares en los tejidos que su función global termina por ser superada. Literalmente existen miles de millones de capilares individuales y cada uno de los cuales funciona intermitentemente en respuesta a las situaciones locales de cada tejido.